# Новая (Медынский район)
Новая — деревня в Медынском районе Калужской области России, входит в состав сельского поселения «Деревня Брюхово».

## Этимология
Ойконим происходит от наименования Новая Деревня, которое давали селениям, возникшим рядом старым. Во время административной реформы Екатерины II такие названия были сокращены до Новая. Старым поселением вероятно была деревня Павлищево.

## География
Находится в северо-восточной части Калужской области, на границе Медынского и Боровского районов. Рядом деревни Павлищево, Ольховка, Новая; СНТ — Медынь, Медынь-2, Озёрное, Простор. Стоит на берегу реки Добринки.

## История
В 1782 году деревня Новая вместе селом Алемна и другим деревня принадлежала Коллегии экономии синодального правления.
По данным на 1859 год Новая — казённая деревня Медынского уезда, расположенная по правую сторону тракта из Медыни в Верею. В ней 19 дворов и 145 жителей.
После реформ 1861 года вошла в Кременскую волость. Население в 1892 году — 142 человека, в 1913 году — 67 человек.